# Блажівська сільська рада (Самбірський район)
Блажівська сільська рада — орган місцевого самоврядування у Самбірському районі Львівської області. Адміністративний центр — село Блажів.

## Загальні відомості
Блажівська сільська рада утворенна в 1945 року. Населення — 1766 осіб..
Територією ради протікають річки Блажівка, Волянка.

## Населені пункти
Сільраді підпорядковані 4 населені пункти.
| № | Назва населеного пункту | Населення | Площа, км² | Густота населення | Дата заснування |
| - | ----------------------- | --------- | ---------- | ----------------- | --------------- |
| 1 | с. Блажів               | 862       | 26,4       | 32,65             | 1441            |
| 2 | с. Воля-Блажівська      | 498       | 10         | 49,8              | 1441            |
| 3 | с. Волянка              | 10        | 0,43       | 23,26             | 1441            |
| 3 | с. Звір                 | 396       | 8,47       | 46,75             | 1441            |

## Скалад ради
Рада складається з 16 депутатів та голови.

### Керівний склад ради
| ПІБ                           | Основні відомості                                        | Дата обрання | Дата звільнення |
| ----------------------------- | -------------------------------------------------------- | ------------ | --------------- |
| Пукаляк Володимир Олексійович | Сільський голова, 1959 р.н., член Народного Руху України | 26.03.2006   | 31.10.2010      |
| Пукаляк Володимир Олексійович | Сільський голова, 1959 р. н., освіта вища, безпартійний  | 31.10.2010   |                 |

Примітка: таблиця складена за даними джерела